# Décembre 2023
Cette page présente les faits marquants du mois de décembre 2023.

## Événements
- 10 novembre au 2 décembre : Coupe du monde junior de football.
- 29 novembre au 17 décembre : 26e édition du championnat du monde féminin de handball en Norvège et en Suède.
- 2 décembre : attentat du pont de Bir-Hakeim à Paris (France).
- 3 décembre :
  - référendum au Venezuela, au sujet de sa revendication sur la région de la Guayana Esequiba, qui couvre sept dixièmes du Guyana voisin ;
  - une erreur de tir d'un drone des forces armées nigérianes fait, selon des sources locales, 88 morts et 68 blessés dans un village de l'État de Kaduna[1].
- 5 au 10 décembre : 26e édition des championnats d'Europe de natation en petit bassin.
- 8 décembre : l'Arménie et l'Azerbaïdjan conviennent d'échanger des prisonniers de guerre et de travailler à un traité de paix pour mettre officiellement fin au conflit du Haut-Karabakh et normaliser leurs relations[2].
- 10 décembre : Javier Milei devient président de la Nation argentine.
- 10 décembre au 12 décembre : élection présidentielle en Égypte, Abdel Fattah al-Sissi est réélu.
- 11 décembre : Donald Tusk est élu Premier ministre de Pologne.
- 12 au 22 décembre : 20e édition de la Coupe du monde des clubs de la FIFA en Arabie Saoudite.
- 14 décembre :
  - la Finlande annonce la création d'un accord de coopération en matière de défense avec les États-Unis. L’accord accordera à la Finlande l’accès aux ressources militaires américaines pour les utiliser dans des opérations défensives, tandis que les États-Unis bénéficieront d’un accès militaire au pays en cas de conflit[3].
  - le Conseil européen donne le feu vert à l'ouverture des négociations d'adhésion à l'Union européenne avec l'Ukraine et la Moldavie et accorde le statut de candidat à la Géorgie.
- 16 décembre : en Libye, au moins 61 migrants meurent après le naufrage de leur embarcation de fortune au large des côtes libyennes[4].
- 17 décembre :
  - référendum constitutionnel au Chili, le projet est rejeté ;
  - élections législatives en Serbie, le Parti progressiste serbe retrouve sa majorité parlementaire à l'Assemblée nationale ;
  - référendum constitutionnel au Tchad[5] ;
  - au cours des fortes crues qui touchent la France métropolitaine, la plus grande librairie d'Europe, le Village du livre de Sablons , qui abrite 8 millions de livres anciens, est inondée ; plus d'une centaine de milliers d'ouvrages, ceux qui étaient stockés dans les sous-sols, sont détruits par l'eau[6].
- 18 décembre :
  - en Chine, 151 personnes sont tuées et 982 autres blessées par un séisme de magnitude 5,9 à  Jishishan (Gansu)[7],[8] ;
  - en Guinée, au moins 14 personnes sont tuées et 190 autres sont blessées par une explosion dans un terminal pétrolier à Conakry[9] ;
  - les États-Unis lancent l'opération Gardien de la prospérité pour mettre fin aux attaques des Houthis en mer Rouge.
  - Le pape François approuve une déclaration autorisant le clergé catholique à bénir les couples de même sexe[10].
- 20 décembre : 
  - élection présidentielle et législatives en République démocratique du Congo, Félix Tshisekedi est réélu avec plus de 73 % des suffrages ;
  - en Syrie, 7 soldats sont tués et 10 autres blessés par l'explosion d'une mine de l'État islamique au passage de leur bus[11].
- 21 décembre : 
  - en Centrafrique, une vingtaine de civils sont massacrés dans le village de Nzakoundou lors d'une attaque imputée au groupe armé des 3R[12] ;
  - en Tchéquie, 14 personnes sont tuées et 25 autres blessées lors d'une fusillade à l'université de Prague[13].
- 22 décembre : le Conseil de sécurité de l'ONU adopte une résolution sur l'aide à Gaza[14].
- 23 au 25 décembre, près de 200 villageois sont tués et 500 blessés[15] dans une série d'au moins 17 attaques de villages par des miliciens Haoussas et Peuls[16], dans l'État de Plateau au Nigeria[17].
- 23 décembre : 17 militants du PKK et 12 soldats turcs sont tués au cours de deux jours de combats dans le nord de l'Irak[18].
- 24 décembre : selon le Hamas, au moins 70 personnes sont tuées dans une frappe aérienne d'Israël contre le camp de réfugiés d'al-Maghazi dans la bande de Gaza[19].
- 26 décembre : 400 personnes sont tuées lorsque le train les transportant déraille à Dancheon, en Corée du Nord.
- 28 décembre au 6 janvier : 72e édition de la tournée des quatre tremplins (saut à ski) en Allemagne et en Autriche.
- 29 décembre :
  - 4 personnes sont exécutées par pendaison par le régime en Iran, après avoir été reconnues coupables de liens avec le Mossad israélien[20] ;
  - la Russie lance d'intenses bombardements de missiles et de drones sur des structures civiles dans 120 villes et villages à travers toute l'Ukraine[21], utilisant 110 engins c'est-à-dire « l'attaque de missiles la plus massive » depuis l'invasion de février 2022 d'après l'Armée de l'air ukrainienne, causant au moins 41 morts et 160 blessés[22] ; le lendemain, une frappe de représailles sur la ville russe de Belgorod fait au moins 21 morts et 110 blessés[23],[21].